# Alëna Švec
Alëna Švec (in russo Алёна Швец?), pseudonimo di Alëna Sergeevna Švecova (in russo Алёна Сергеевна Швецова?; Zlatoust, 12 marzo 2001), è una cantante russa.

## Biografia
Cresciuta a Čeljabinsk, è salita alla ribalta dopo essere diventata virale su Runet. Pochoronite menja za socium, disco successore di Kogda zacvetët siren' (2018), è stato accolto con quattro stelle dal critico musicale Aleksej Mažaev per InterMedia. All'LP hanno fatto seguito gli album in studio Provoloka iz oduvančikov (2019) e Koroleva otstoja (2020).
Pervoe svidanie, singolo pubblicato nel dicembre 2020, ha scoperto popolarità circa un anno e mezzo più tardi, facendo un'apparizione in 15ª posizione nella Russia Songs di Billboard. Allo stesso tempo, ha imbarcato una tournée a fine di promuovere la sua musica a livello nazionale. Sono stati successivamente resi disponibili per il mercato Jad e Protivojadie, rispettivamente quinto e sesto album della cantante.
Nel novembre 2023 viene pubblicato il settimo disco Myl'nye puzyri, costituito da nove tracce e anticipato dagli estratti Obidino e Rozami.

## Discografia

### Album in studio
- 2018 – Kogda zacvetët siren'
- 2018 – Pochoronite menja za socium
- 2019 – Provoloka iz oduvančikov
- 2020 – Koroleva otstoja
- 2022 – Jad
- 2022 – Protivojadie
- 2023 – Myl'nye puzyri

### EP
- 2018 – Vpiska na balkone
- 2021 – Melkaja s gitaroj
- 2021 – Vredina

### Raccolte
- 2022 – Starye pesni

### Singoli
- 2019 – Sopernica
- 2019 – Portvejn
- 2019 – Neudačnica
- 2019 – Oduvančik
- 2019 – Neljubov'
- 2019 – Tamagoči (con Maybe Baby)
- 2019 – Lučšie podružki
- 2020 – Četyrnadcat'
- 2020 – Vino i sigarety
- 2020 – Molodaja krasivaja drjan'
- 2020 – Pervoe svidanie
- 2021 – Poslednjaja pesnja pro školu
- 2021 – 150 santimetrov
- 2021 – Molekuljarnaja fizika
- 2022 – B'juti Dača
- 2022 – Gerda
- 2022 – Rasstrojstvo
- 2022 – Večno 17
- 2023 – Spi
- 2023 – Obidino
- 2023 – Rozami
- 2024 – Šampanskoe
- 2024 – Vmeste, ty i ja
- 2024 – A vy s nej snova?
- 2024 – Glazki almazy
- 2024 – Neposlušnaja
- 2024 – Rany
- 2024 – Kapučino
- 2025 – Podkrovatnyj monstr